# Roberto Durán (actor)
Roberto Durán fue un actor de cine y teatro y director de teatro argentino que falleció el 4 de marzo de 1981 por un síncope cardíaco.

## Carrera profesional
Debutó en cine en Mis cinco hijos (1948) y fue galardonado como revelación masculina por la Asociación de Cronistas Cinematográficos de la Argentina en 1951 por su trabajo en Suburbio, dirigido por León Klimovsky; también tuvo roles destacados en  Dock Sud como el hijo de Mario Fortuna y en El cura Lorenzo como el novio de Nelly Meden.   
En teatro participó como intérprete en la representación de las obras Mi querida Ruth, El puente, Esa mujer es mía y El cerco, entre otras. Entre las obras que dirigió se recuerdan Bodas de sangre de García Lorca, en   1958, Convivencia, de Oscar Viale, en el Teatro Regina en 1979 con la actuación de Federico Luppi y Luis Brandoni y La patada, en 1966
En el año 1978 recibió el reconocimiento Premio Moliere como mejor director de teatro, entregado por Air france
Roberto Durán es recordado también como un reconocido profesor de teatro. Falleció el 3 de marzo de 1981 y en su homenaje una escuela de teatro de Castelar lleva su nombre.

## Filmografía
Actor
- Pájaro loco   (1971)
- Simiente humana    (1959)
- Crisol de hombres    (1954)
- El cura Lorenzo    (1954)
- Dock Sud    (1953)
- Un guapo del 900    (1952)
- El honorable inquilino    (1951)
- Suburbio    (1951)
- Marihuana   (1950) …Diego
- Bólidos de acero    (1950)
- El nieto de Congreve    (1949)
- Mis cinco hijos    (1948)

## Algunos espectáculos que dirigió
- Mataron a un taxista (1970) con Fernanda Mistral, Jorge Rivera Lopez y Julio De Grazia
- El inspector
- Juan Gabriel Borkman
- Macbeth
- Un enemigo del pueblo
- Cremona
- La pucha
- En la mentira
- Motivos'
- Convivencia